# 普雷西伊
普雷西伊（法語：Présilly，法語發音：[pʁeziji]）是法国上萨瓦省的一个市镇，位于该省中西部偏北，属于圣于连昂热讷瓦区。

## 地理
普雷西伊（46°5'35"N, 6°4'40"E）面积8.66 平方千米，位于法国奥弗涅-罗讷-阿尔卑斯大区上萨瓦省，该省份为法国东部省份，历史上为薩伏依的一部分，北与瑞士接壤，西接安省，南至萨瓦省，东与瑞士和意大利接壤。
与普雷西伊接壤的市镇（或旧市镇、城区）包括：昂迪伊、博蒙、克吕塞耶、费热尔、圣布莱斯、勒萨佩、维里。
普雷西伊的时区为UTC+01:00、UTC+02:00（夏令时）。

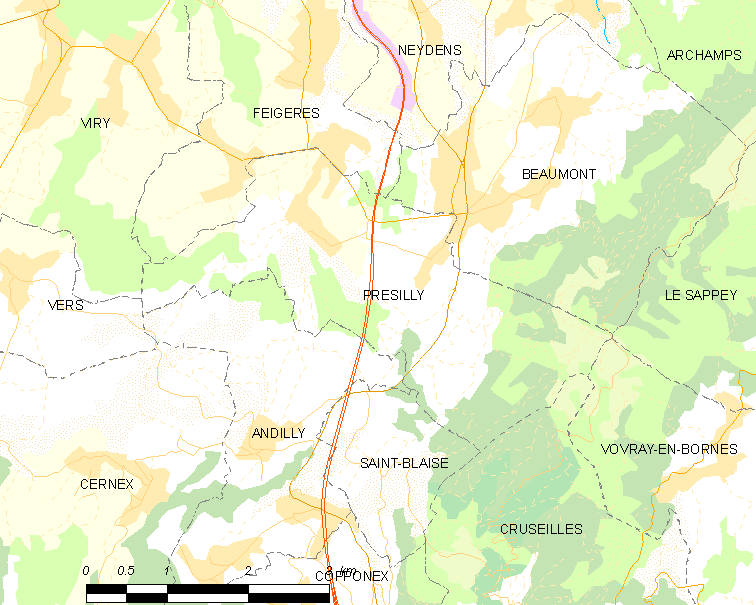
普雷西伊的OSM定位图

## 行政
普雷西伊的邮政编码为74160，INSEE市镇编码为74216。

## 政治
普雷西伊所属的省级选区为圣于连昂热讷瓦县。

## 交通
上萨瓦省省道D1201线经过普雷西伊境内，有客运巴士前往省会阿讷西。

## 人口

1962-2008年间普雷西伊人口变化图示

普雷西伊于2022年1月1日时的人口数量为1082人。